# Eduardo M. Brochero
Eduardo Manzanos Brochero (* 10. November 1919 in Madrid; † 16. Oktober 1987 ebenda) war ein spanischer Filmproduzent, Drehbuchautor und Regisseur.

## Leben
Manzanos begann seine künstlerische Karriere nach dem Spanischen Bürgerkrieg als Verleger von Gedichtsammlungen und Stücken, u. a. mit Jose García Nieto und Antonio de Lara Gavilán. 1947 wandte er sich der Filmproduktion zu; sein erster Film war Luis Arroyos Dulcinea. Er skriptete zwei Filme in den folgenden Jahren (Brindis has Manolete von Florián Rey und Gente sin importancia von José González de Ubieta). 1952 führte er erstmals Regie („Cabaret“ mit Fernando Rey).
1954, nach einem weiteren Film als Regisseur, gründete er seine Produktionsgesellschaft Unión Films und arbeitete daneben weiter als Regisseur. Bald finanzierte er mit italienischen Gesellschaften Ko-Produktionen, die recht erfolgreich waren. Mit der Nachfolgefirma Copercines Producciónes war er einer der ersten, die Spaghettiwestern in Spanien (in der Nähe von Madrid) drehen ließen; er blieb den Western bis zu deren Ende treu. Neben dieser Genreware entstanden jedoch auch politische Filme wie „Proceso de Gibraltar“ aus dem Jahr 1967.
Seine Tätigkeiten in den 1970er Jahren waren umfangreich; zu seinen bisherigen Unternehmungen kamen jetzt noch Arbeiten für das Fernsehen  hinzu. 1982 zog er sich zurück. Seine Filmografie umfasst über vierzig Filme als Produzent, über fünfzig als Drehbuchautor sowie vierzehn als Regisseur.
Brochero war mit der Schauspielerin María Luz Galicia verheiratet.

## Filmografie (Auswahl)
- 1962: Zorro – das Geheimnis von Alamos (La venganza del Zorro)
- 1963: Die drei Unerbittlichen (Tres hombres buenos)
- 1964: I gemelli del Texas
- 1964: Der Rancher vom Colorado-River (L'uomo della valle maledetta)
- 1965: El proscrito del Río Colorado
- 1965: Vergeltung am Wichita-Paß (Gli eroi di Fort Worth)
- 1966: Es geht um deinen Kopf, Amigo (Ringo, il volto della vendetta)
- 1966: La grande notte di Ringo
- 1966: Ein Mann wie Kid Rodelo (Kid Rodelo)
- 1967: Die sich in Fetzen schießen (Dio non paga il sabato)
- 1967: Django – unersättlich wie der Satan (Un hombre vino a matar)
- 1967: Dos cruces en Danger Pass
- 1967: Das Todeslied von Laramie (Sette pistole per un massacro)
- 1968: An den Galgen, Bastardo (¿Quién grita venganza?)
- 1968: Copper Face (Tutto per tutto)
- 1968: Einer nach dem anderen – ohne Erbarmen (Uno a uno sin piedad)
- 1968: Ein Schuss zuviel (Dos hombres van a morir)
- 1968: Pagò cara su muerte
- 1969: Die Rechnung zahlt der Bounty-Killer (La morte sull'alta collina)
- 1969: Zorros Rache (El Zorro justiciero)
- 1970: Sartana kommt… (Una nuvola di polvere… un grido di morte… arriva Sartana)
- 1970: Spiel dein Spiel und töte, Joe (Un uomo chiamato Apocalisse Joe)
- 1971: El bandido Malpelo
- 1971: In nome del padre, del figlio e della Colt
- 1971: Knie nieder und friß Staub (Anda muchacho, spara!)
- 1972: Un dólar de recompensa
- 1973: Sing mir das Lied der Rache (Mi chiamavano 'Requiescat'… ma avevano sbagliato)